# Navire de commandement

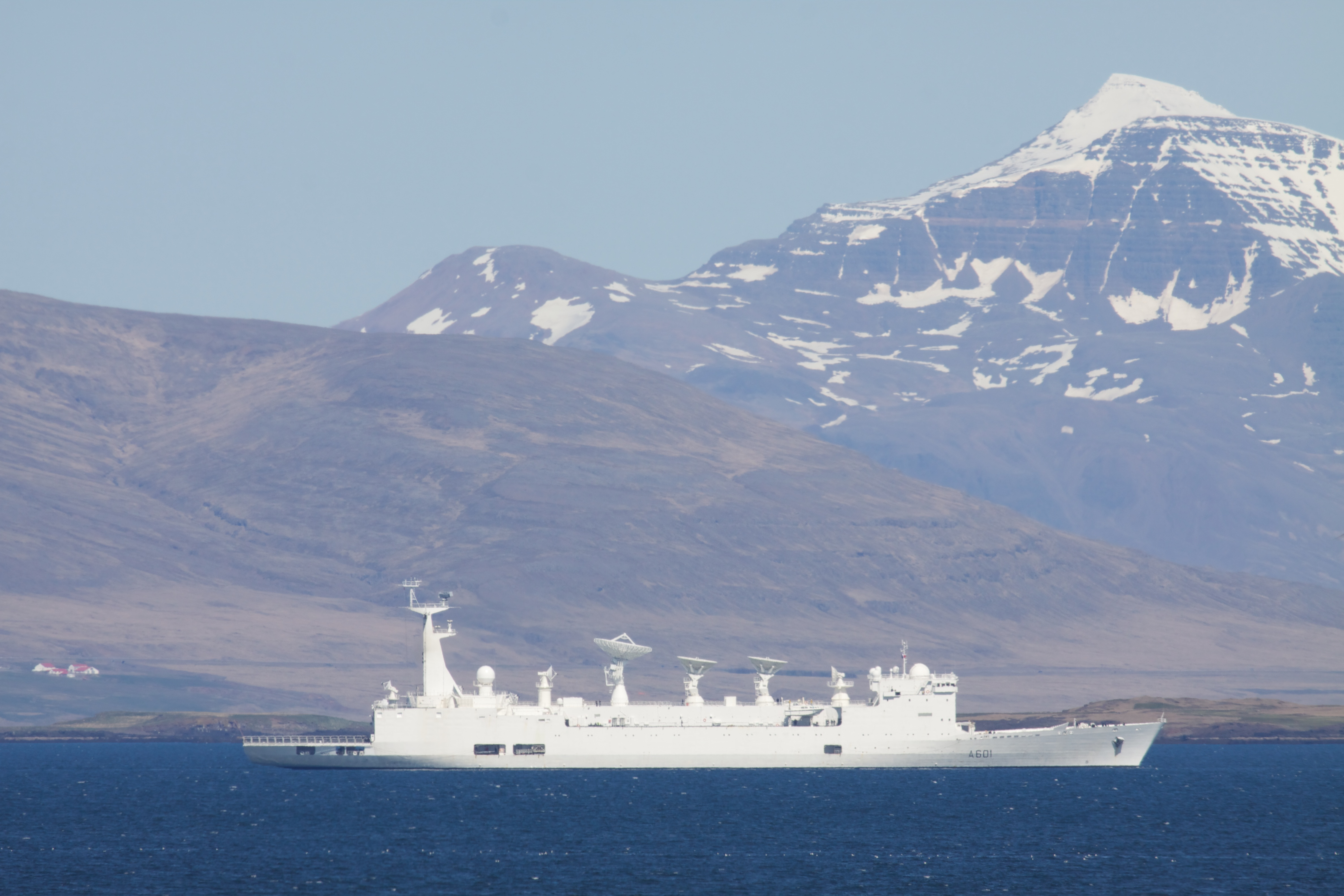
Le Monge, bâtiment d'essais et de mesures de la Marine nationale française.

Les navires de commandement servent de vaisseau amiral au commandant d'une flotte. Ils fournissent des communications, des bureaux et des logements pour un commandant de flotte et son état-major, et servent à coordonner les activités de la flotte.
Un navire de commandement auxiliaire comprend les composants de commandement et de contrôle répandus sur les navires de débarquement (commandement) et présente également la capacité de débarquer des troupes et de l'équipement. Ces forces sont légèrement inférieures à celles d'un navire de débarquement pur en raison de la nature du navire en tant que navire de commandement et abritent donc également le commandant d'assaut, le commandant de flottille ou quelqu'un de statut similaire (généralement de rang OF-7 ou OF-8 de l'OTAN — major général ou vice-amiral).
Actuellement, la marine américaine exploite deux navires de commandement, les USS Blue Ridge et USS Mount Whitney, tous deux construits à cet effet de la classe Blue Ridge. L'USS La Salle est retiré du service en mars 2005 et coulé comme cible à l'appui d'un exercice d'entraînement de la flotte le 11 avril 2007. L'USS Coronado est mis hors service et coulé dans le cadre de l'exercice de tir Valiant Shield 2012.
L'Union soviétique a exploité plusieurs navires de commandement du programme spatial : les Akademik Sergey Korolev, Kosmonavt Vladimir Komarov, Kosmonavt Yuriy Gagarin et le navire de communication soviétique SSV-33 Oural. Ces navires ont considérablement étendu la portée de suivi lorsque les orbites des cosmonautes et des missions sans pilote n'étaient pas à portée des stations terriennes soviétiques. Des navires américains similaires comprenaient l'USNS Observation Island.